# Barrington (Somerset)
Barrington è un villaggio e una parrocchia, situata a 10 miglia (poco meno di 18 km) a SE di Taunton e a 10 miglia a O di Yeovil, nel South Somerset, distretto del Somerset, Inghilterra. Il villaggio ha una popolazione di 427 abitanti.

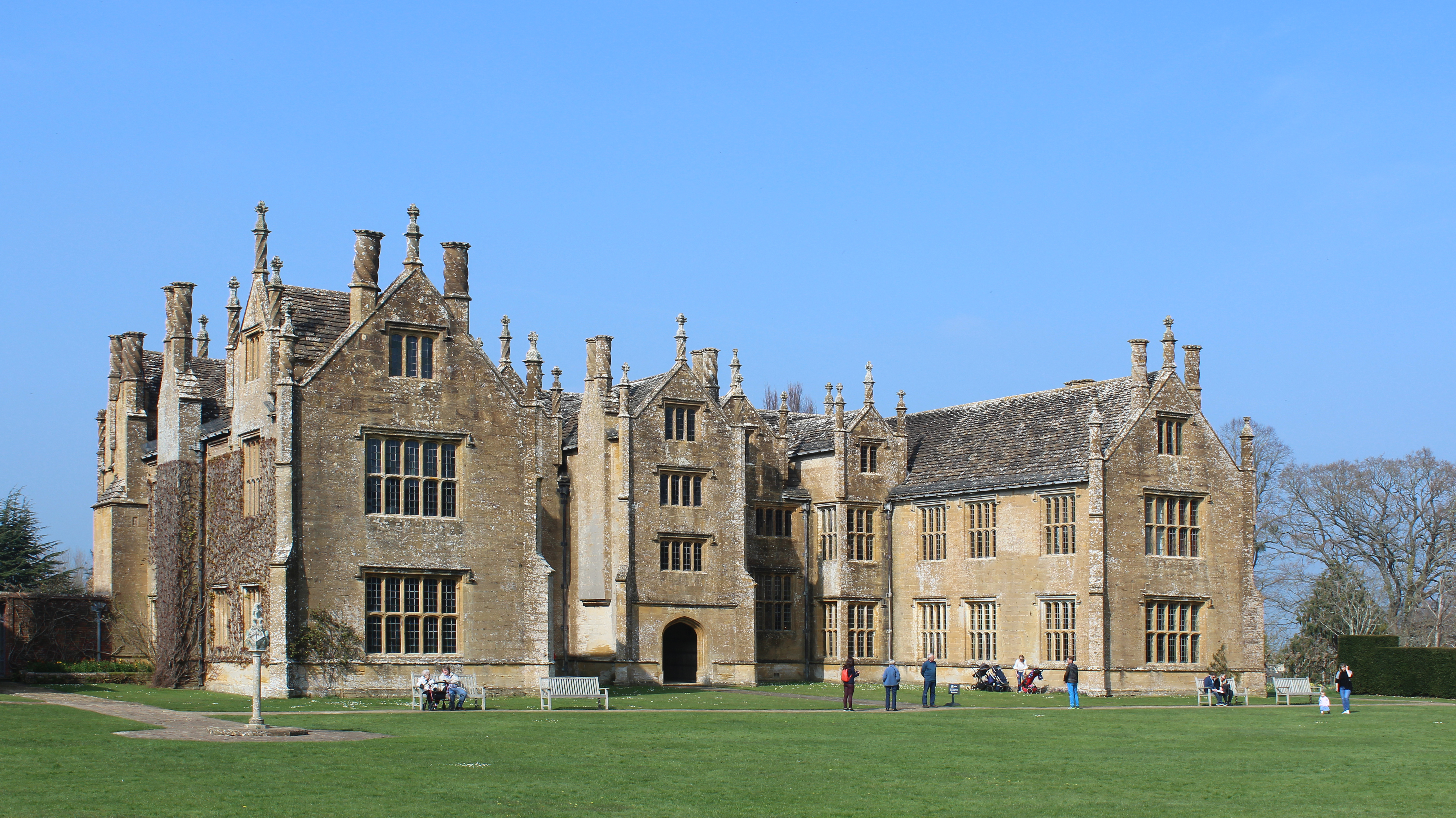
Barrington Court, la casa principale

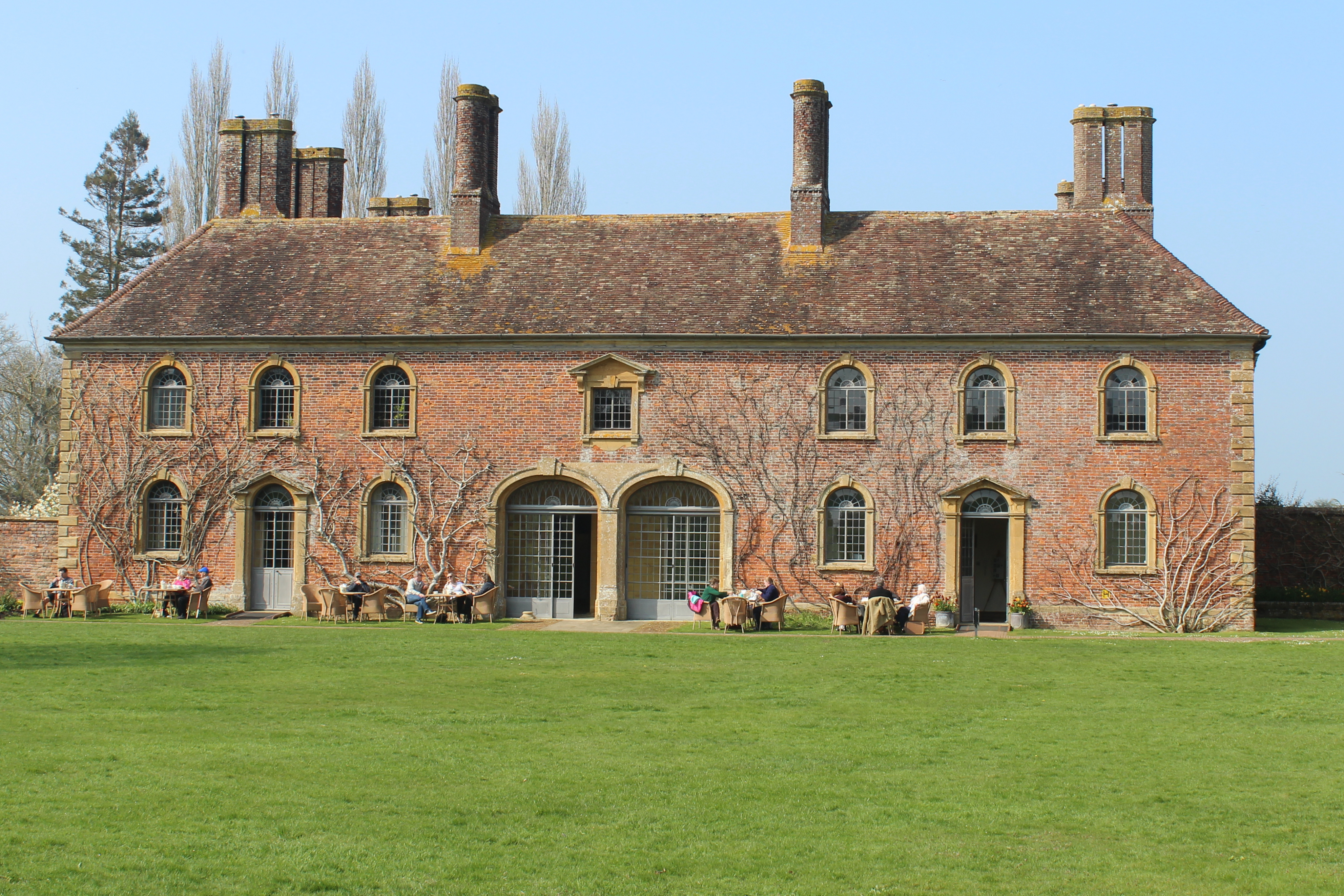
Ala ovest di Barrington Court, originariamente le stalle

Il villaggio è situato sul bordo meridionale dei cosiddetti Somerset Levels e molte delle sue abitazioni sono costruite con argilla impastata a un tipo di canna locale (la Phragmites australis).
La chiesa del XIII secolo di St Mary ha una curiosa torre campanaria ottagonale, con una campana che risale al 1743 e che fu fusa da Thomas Bilbie della nota famiglia Bilbie.
Il locale maniero, è una bella costruzione in stile Tudor che anticipa alcune realizzazioni del tardo stile elisabettiano. Fu edificato nel 1514 per Henry Daubeney e fu forse completato, al massimo nel 1558, per conto di William Clifton. L'interno è stato virtualmente sventrato nel 1825 e restaurato nel 1921-25 da Forbes e Tate per A.A. Lyle, essendo entrato a far parte del National Trust nel 1908. È ora classificato come Grade I.